# Julian Jeanvier
Julian Jeanvier, né le 31 mars 1992 à Clichy (France), est un footballeur international guinéen qui évolue actuellement au poste de défenseur central à Kayserispor.

## Biographie

### Carrière en club

#### Débuts et révélation à Nancy
Julian Jeanvier commence le foot à sept ans dans sa ville natale, à l’USA Clichy, où il côtoie Kévin Malcuit. Fréquemment surclassé, il évolue à l'époque numéro 6. À 13 ans, il quitte sa ville pour rejoindre l'INF Clairefontaine avant de rallier, en 2007, le centre de formation de l'AS Nancy-Lorraine.
Il y débute avec l'équipe première lors de la saison 2012-2013 alors que l'ASNL réalise un début de saison catastrophique en Ligue 1 avec seulement onze points à la trêve hivernale. Jean Fernandez démissionne et Patrick Gabriel prend la relève. Directeur de la cellule de recrutement puis du centre de formation, ce dernier connaît parfaitement les jeunes nancéiens et décide d'en lancer plusieurs en professionnel dont Jeanvier qui découvre la Ligue 1 le 12 janvier 2013 à l'occasion de la réception du LOSC (2-2, 20e journée). Dans la défense à trois mise en place par l'entraîneur, il enchaîne et dispute onze rencontres toutes compétitions confondues. Ses bonnes performances incitent l'ASNL à lui proposer une prolongation de contrat de deux ans. Proposition qu’il refuse, préférant s’engager avec Lille pour un contrat de quatre ans, dès le mois de mars. Face au refus du joueur de prolonger au sein de son club formateur, il est cantonné à l'équipe réserve pour la suite de la saison.

#### Lille OSC
Première déconvenue dans le Nord, l'entraîneur n'est plus celui de sa signature, René Girard ayant succédé à Rudi Garcia, parti vers l'AS Rome. Le gardois lui préfère Simon Kjaer, Marko Basa, David Rozehnal ou encore Adama Soumaoro. Il évolue alors toute la saison en équipe réserve en compagnie de Mehdi Tahrat, Arnaud Souquet et Jean-Eudes Aholou.

#### Prêt à Mouscron
En quête de temps de jeu, il est prêté au club partenaire du LOSC, le Royal Mouscron-Péruwelz. Selon Kévin Boli, les blessures et suspensions l'empêchent d'y enchaîner les matches en dépit de bonnes prestations, la concurrence à son poste, avec Teddy Mézague, Benjamin Delacourt et Kévin Boli, ne l’aidant pas. Au total, il disputera seulement 1 000 minutes toutes compétitions confondues. En dehors des terrains, il doit faire face à une difficile épreuve personnelle, perdant sa mère durant son expérience belge. 

#### Prêt au Red Star
Prêt à arrêter le football dans un premier temps, il souhaite se rapprocher de son environnement familial et est ainsi prêté au Red Star FC en août 2015. Ayant la confiance de Rui Almeida, il enchaîne les titularisations pour la première fois de sa carrière, formant une solide charnière centrale solide en compagnie de Rémi Fournier. Il participe amplement à la belle saison des promus en Ligue 2 qui jouent finalement la montée, à la surprise générale. Il y inscrit également ses deux premiers buts en professionnel, contre Nîmes puis Clermont.

#### Stade de Reims
De retour dans le Nord, il ne rentre pas dans les plans de Frederic Antonetti et s'engage en faveur du Stade de Reims, relégué en Ligue 2. Titulaire au côté d’Anthony Weber dans l’équipe mise en place par Michel Der Zakarian, il dispute 29 rencontres de Ligue 2 et est membre de l'équipe type UNFP de la saison 2016-2017. Supervisé par Fulham et Huddersfield, il fait le choix de s’inscrire dans la durée en prolongeant jusqu’en 2019.

### En sélection nationale
Le 7 juin 2019, il est convoqué pour la première fois avec l'équipe de Guinée de football pour prendre part à des matchs amicaux face à la Gambie et au Bénin. Julian Jeanvier joua sa première compétition internationale lors de la Coupe d'Afrique des nations 2019 sous les ordres de Paul Put.
Le 23 décembre 2023, il est retenu dans la liste des vingt-cinq joueurs guinéens sélectionnés par Kaba Diawara pour disputer la Coupe d'Afrique des nations 2023.

## Statistiques
| Saison                | Club                           | Championnat           | Championnat | Championnat | Coupe nationale | Coupe nationale | Coupe de la Ligue | Coupe de la Ligue | Total | Total |
| Saison                | Club                           | Division              | M.          | B.          | M.              | B.              | M.                | B.                | M.    | B.    |
| 2012-2013             | AS Nancy-Lorraine              | Ligue 1               | 7           | 0           | 4               | 0               | -                 | -                 | 11    | 0     |
| Sous-total            | Sous-total                     | Sous-total            | 6           | 0           | 4               | 0               | -                 | -                 | 10    | 0     |
| 2013-2014             | Lille OSC                      | Ligue 1               | -           | -           | -               | -               | -                 | -                 | 0     | 0     |
| 2014-2015             | Royal Mouscron-Péruwelz (prêt) | Jupiler Pro League    | 14+3        | 0+0         | -               | -               | -                 | -                 | 17    | 0     |
| 2015-2016             | Red Star FC (prêt)             | Ligue 2               | 24          | 2           | -               | -               | -                 | -                 | 24    | 2     |
| Sous-total            | Sous-total                     | Sous-total            | 41          | 2           | -               | -               | -                 | -                 | 41    | 2     |
| 2016-2017             | Stade de Reims                 | Ligue 2               | 29          | 3           | -               | -               | 1                 | 0                 | 30    | 3     |
| 2017-2018             | Stade de Reims                 | Ligue 2               | 33          | 2           | 2               | 0               | 2                 | 0                 | 37    | 2     |
| Sous-total            | Sous-total                     | Sous-total            | 62          | 5           | 2               | 0               | 3                 | 0                 | 67    | 5     |
| Total sur la carrière | Total sur la carrière          | Total sur la carrière | 109         | 7           | 6               | 0               | 3                 | 0                 | 118   | 7     |

## Palmarès
- Champion de France de Ligue 2 en 2018 avec le Stade de Reims